# Fritz von Kamptz
Fritz von Kamptz (* 16. Februar 1866 in Glogau; † 15. Februar 1938 in Hindelang) war ein deutscher Porträtist, impressionistischer Landschaftsmaler sowie akademischer Maler religiöser Motive.

## Leben
Seine Eltern waren der Oberstleutnant Ludwig Adolf Bernhard von Kamptz (* 12. März 1819; † 23. Juli 1876) und dessen Ehefrau Thekla Paul (* 28. September 1829; † 3. Mai 1913). Da sein Vater früh verstarb, hatte er als Halbwaise und Offizierssohn Anspruch auf eine kostenlose staatliche Ausbildung. Er trat 1876 zunächst in das Kadettenhaus Wahlstatt ein und wechselte dann an die renommierte Preußische Hauptkadettenanstalt in Groß-Lichterfelde bei Berlin. Ab 1884 war er auf der Festung Ehrenbreitstein und später in Bonn stationiert. 1889 bewarb er sich erfolgreich an der Kunstakademie Düsseldorf und studierte dort bei dem Historienmaler und Porträtisten Hugo Crola und bei dem Historienmaler Peter Janssen dem Älteren, beide Vertreter der Düsseldorfer Malerschule. Bereits während des Studiums erhielt er eine Anzahl von Porträtaufträgen.

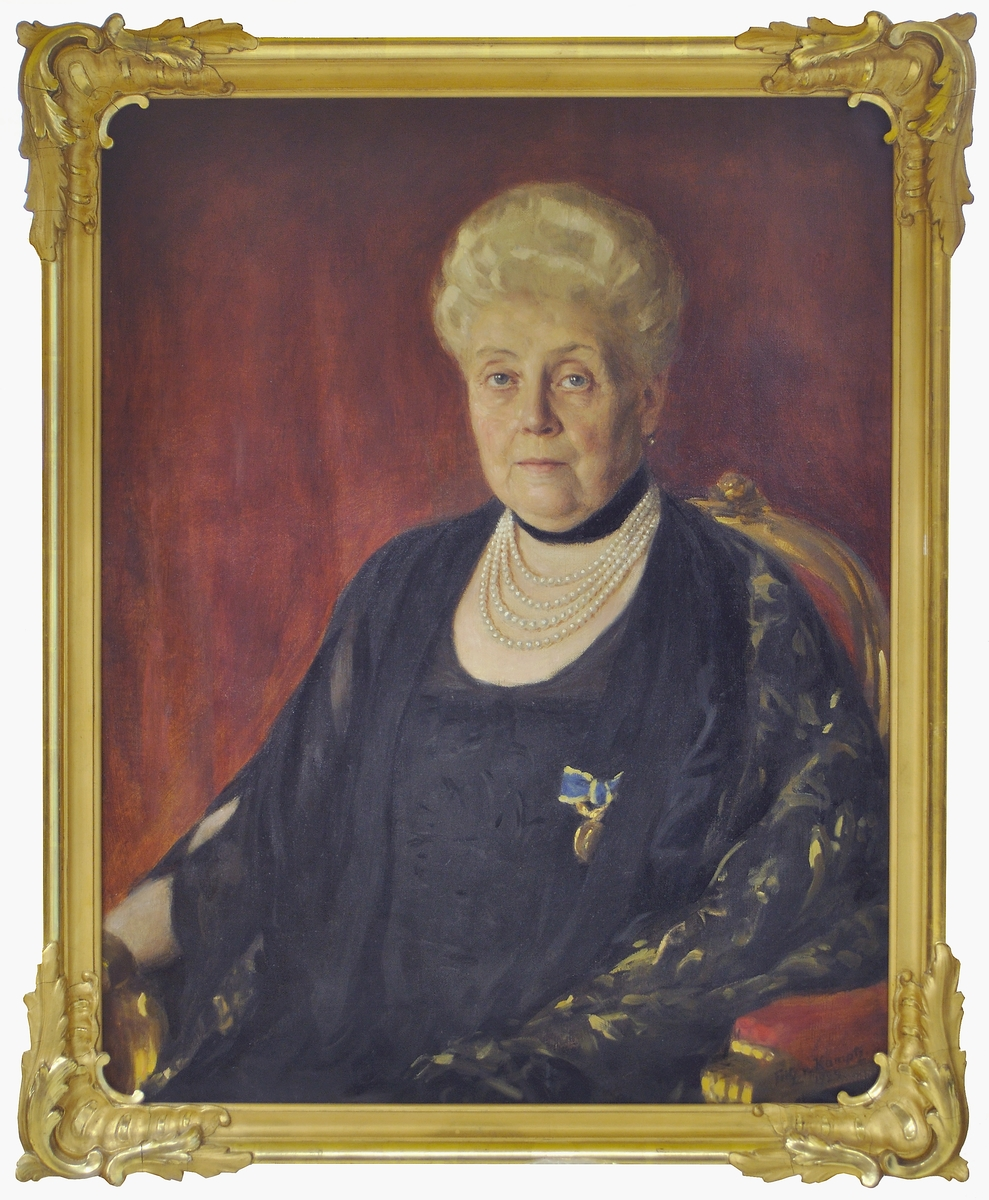
Porträt der Antonie Rettig, geborene von Eckermann (1846–1933), Ehefrau des schwedischen Politikers John Robert Rettig (1847–1907)

Zeitweise war er 2. Vorsitzender der 1895 gegründeten Psychologischen Gesellschaft des Spiritisten Leon von Erhardt. Im Zusammenhang eines Skandals, den der angehende Schriftsteller Hanns Heinz Ewers dort als subversives Medium hervorgerufen hatte, verurteilte ihn ein militärisches Ehrengericht zum Ausschluss aus dem Offiziersstand. Im „Spiritistenprozess“, der ebenfalls großes Aufsehen erregte, stand er als Zeuge vor Gericht. Wegen Beleidigung klagte er gegen den Ewers, wegen Meineids gegen den Oberstleutnant a. D. Wilhelm von Lösecke (* 1845).
1896 übersiedelte er nach England und wohnte in Clifton, Hove, Bristol und Brighton. Er setzte dort seine Tätigkeit als Maler fort und porträtierte viele Aristokraten und Geistliche. Hinzu kamen Auftragsarbeiten wie beispielsweise die vier Altarbilder für die St.-Thomas-Kirche in Bristol oder das Bildnis eines Christuskopfs für die Kirche in Hove. Daneben entstanden erste Landschaftsbilder und Stillleben. Kamptz stellte im Kristallpalast in London aus und wurde Mitglied in der North British Academy of Arts, was ihm das Privileg verschaffte, während seiner Internierungszeit im Ersten Weltkrieg auf der Isle of Man ein Atelier und eine Malschule einzurichten.
Nach seiner Entlassung aus britischer Kriegsgefangenschaft lebte Kamptz in Lüneburg und heiratete die Tochter eines Superintendenten in Bad Doberan. Ab 1927 lebte er mit seiner Frau und seinen vier Kindern in Berlin. Etwa um diese Zeit verbrachte er mehrere Erholungsaufenthalte in Bad Hindelang, 1932 oder 1934 zog er ganz dorthin. Sein Wohn- und Atelier-Quartier richtete er in einem nie gewerblich genutzten Loft ein. Einen Tag vor seinem 72. Geburtstag verstarb er in Bad Hindelang und wurde dort begraben.

## Familie
Am 31. März 1921 heiratete er Margarethe Maria Plath (* 24. November 1894). Seine zwei Söhne fielen im Zweiten Weltkrieg. Eine seiner beiden Töchter lebte bis 2017 im Allgäu.

## Werk
Sein Œuvre lässt sich grob in drei Bereiche teilen:
- Kamptz war bereits zu seinen Lebzeiten ein bekannter und gesuchter Porträtist. Seine Aufträge führten ihn in alle Regionen Deutschlands und sogar bis nach Schweden, wo er das Prinzenpaar Prinz Carl von Schweden und Ingeborg Charlotte von Dänemark malte.
- Daneben war er ein begabter Landschaftsmaler. In seiner Wahlheimat entstanden viele Allgäuer Motive sowie Bilder von Landschaften und einheimische Bürger in Tracht. Sein Bild vom Alpenjäger „Rubar“ hängt heute im Sitzungssaal des Bad Hindelanger Rathauses.
- Schließlich interessierte er sich für religiöse Motive. Beispielsweise malte er für die Kirche in Steinhöfel ein Bild an der Orgelempore sowie sechs Tafeln für die Kanzel.

Anlässlich seines 120. Geburtstages widmete ihm der Markt Bad Hindelang 1986 eine Ausstellung im Rathaus.